# Exposición Universal de Filadelfia (1876)
La Exposición Universal de Filadelfia de 1876 o Exposición del Centenario fue una Exposición Universal que tuvo lugar en Filadelfia (Estados Unidos) del 10 de mayo al 10 de noviembre de 1876. Esta Exposición celebró el centenario de la Declaración de Independencia de los Estados Unidos.

## Datos
- Países participantes: 35.
- Superficie: 115 hectáreas.
- Visitantes: 10.000.000 .
- Coste de la Exposición: 5.907.706 €.

## Edificio principal,  Memorial Hall, Philadelphia

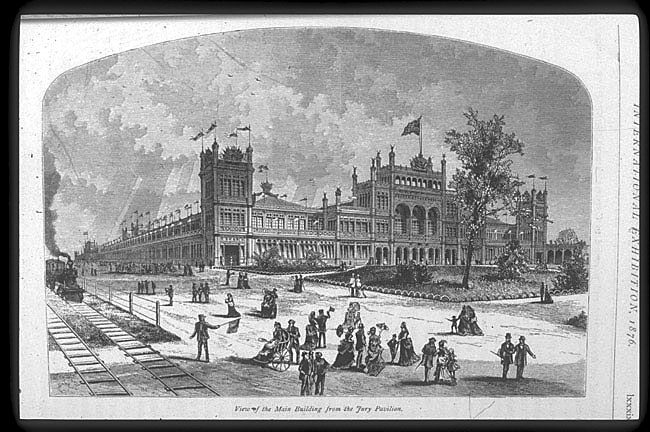
Edificio principal

Fue construido entre 1875-76 y desmontado y vendido 1881. En ese momento era el edificio más grande del mundo. La Comisión del Centenario eligió al arquitecto Henry Pettit y al ingeniero Joseph M. Wilson para su diseño y construcción. 
El edificio estaba rodeado de portales en los cuatro lados. La entrada este del edificio se utilizaba como vía de acceso para los carruajes y la entrada sur del edificio servía como entrada principal al edificio para los tranvías. El lado del norte vinculó el edificio principal a la galería de arte y el lado del oeste sirvió para exhibir la maquinaria y la agricultura.
La fachada del edificio se inspira en la mansión inglesa de Hardwick Hall realizada por Bess de Hardwick.
Dentro del edificio, las exposiciones se organizaron en una cuadrícula. Las Exposiciones de los Estados Unidos fueron colocadas en el centro del edificio, y las exhibiciones extranjeras fueron dispuestas alrededor del centro. Las exposiciones dentro del edificio principal trataron de la minería, de la metalurgia, de la fabricación, de la educación y de la ciencia. Las oficinas de los comisionados extranjeros se colocaron a lo largo de los lados del edificio, en los pasillos laterales, en las proximidades de los productos expuestos.[cita requerida]